# Выборы президента Молдовы (2001)
Очередные президентские выборы в Молдавии состоялись 4 апреля 2001 года. Это были первые выборы главы государства, прошедшие после внесения в 2000 году изменений в Конституцию страны, в соответствии с которыми Президент республики избирался посредством голосования депутатов Парламента и действовавшие до 4 марта 2016 года.
На парламентских выборах в феврале победу с результатом 50,07 % одержала Партия коммунистов Республики Молдова (ПКРМ), получившая парламентское большинство в 71 мандат (из 101), что давало ей возможность сформировать правительство и избрать главу государства исключительно своими голосами. В марте ЦК ПКРМ выдвинул кандидатуру главы партии Владимира Воронина на пост Президента страны. Оппозиционный «Альянс Брагиша» выдвинул кандидатуру своего лидера Дмитрия Брагиша, третьим кандидатом стал депутат Валериан Кристя, выступивший самовыдвиженцем.
4 апреля состоялось голосование депутатов Парламента, на котором Владимир Воронин получил 71 голос, Дмитрий Брагиш — 15 голосов и Валериан Криштеа — 3 голоса. Таким образом, Президентом Молдавии был избран Владимир Воронин — единственный коммунист, пришедший к власти на постсоветском пространестве после распада Советского Союза. Иннаугурация Воронина состоялась 7 апреля в Кишинёве.
В тот же день Конституционный суд постановил, что Президент страны одновременно может руководить политической партией, что позволило Воронину переизбраться лидером ПКРМ.